# Denguin
 Denguin  es una población y comuna francesa, en la región de Aquitania, departamento de Pirineos Atlánticos, en el distrito de Pau y cantón de Lescar.

## Demografía
| 575 | 557 | 509 | 589 | 657 | 660 | 604 | 610 | 572 | 620 | 605 | 610 | 580 | 568 | 515 | 502 | 467 | 470 | 460 | 469 | 441 | 394 | 408 | 404 | 407 | 377 | 386 | 473 | 496 | 749 | 969 | 1 322 | 1 462 | 1 605 |
| Para los censos de 1962 a 1999 la población legal corresponde a la población sin duplicidades (Fuente: INSEE [Consultar]) |     |     |     |     |     |     |     |     |     |     |     |     |     |     |     |     |     |     |     |     |     |     |     |     |     |     |     |     |     |     |       |       |       |